# Валентиновка (Донецкая область)
Валентиновка (укр. Валентинівка) — посёлок в Торецкой городской общине Бахмутского района Донецкой области Украины.
Население по переписи 2001 года составляло 84 человека. Телефонный код — 6247. Код КОАТУУ — 1411246501.